# Lido di Ostia Levante
Lido di Ostia Levante är Roms trettiofjärde quartiere och har beteckningen Q. XXXIV. Quartiere Lido di Ostia Levante är uppkallat efter Lido di Ostia. Quartiere Lido di Ostia Levante bildades år 1961.

## Kyrkobyggnader
- Santa Maria Regina Pacis
- San Nicola di Bari
- San Nicola al Villaggio dei Pescatori

## Övrigt
- Palazzo del Governatorato
- Pineta di Ostia

## Bilder
| - Palazzo del Governatorato. |